# شاپرک ماه اسپانیایی
 شاپرک ماه اسپانیایی (نام علمی: Graellsia isabellae) بیدی از تیرهٔ شاپرکان چشم‌گربه‌ای است.

## محدوده
بید حشره بومی اسپانیا و فرانسه است.
در پایان ماه آوریل و اوایل ماه مه، بعد از گذراندن زمستان در پیله بید شروع به خارج شدن از آن می‌کند.
به‌طور معمول بیدهایی که از والدین یکسان متولد شده‌اند با هم آمیزش نمی‌کنند و توجه به این نکته در پرورش بید امری ضروریست.
پس از آمیزش، بید ماده بین ۱۰۰ تا ۱۵۰ تخم بر درخت کاج که مورد استفاده غذایی لاروها قرار می‌گیرد، می‌گذارد.
لاروها بعد از ۱ تا ۱٫۵ هفته از تخم خارج شده و شروع به خوردن چوب بسیار سخت درخت کاج می‌کنند. در حدود یک و نیم ماه برای تبدیل شدن کرمها به سن یا اینستار نیاز است. در مراحل پایانی، کرمها برای تبدیل شدن به شفیره به پایین درخت و رسیدن به زمین حرکت می‌کنند. در این مرحله شفیره‌ها به دور خود پیله می‌تنند و زمستان را تا بهار آینده در آن می‌گذرانند.

## گیاهان میزبان
کرمها عمدتاً برگهای سوزنی درختان سوزنی برگ مانند کاج (Pinus) را می‌خورند همچنین به نظر می‌رسد گونه‌های غیر بومی درختان کاج را به سختی به عنوان منبع غذایی می‌پذیرند.

### چرخه زندگی

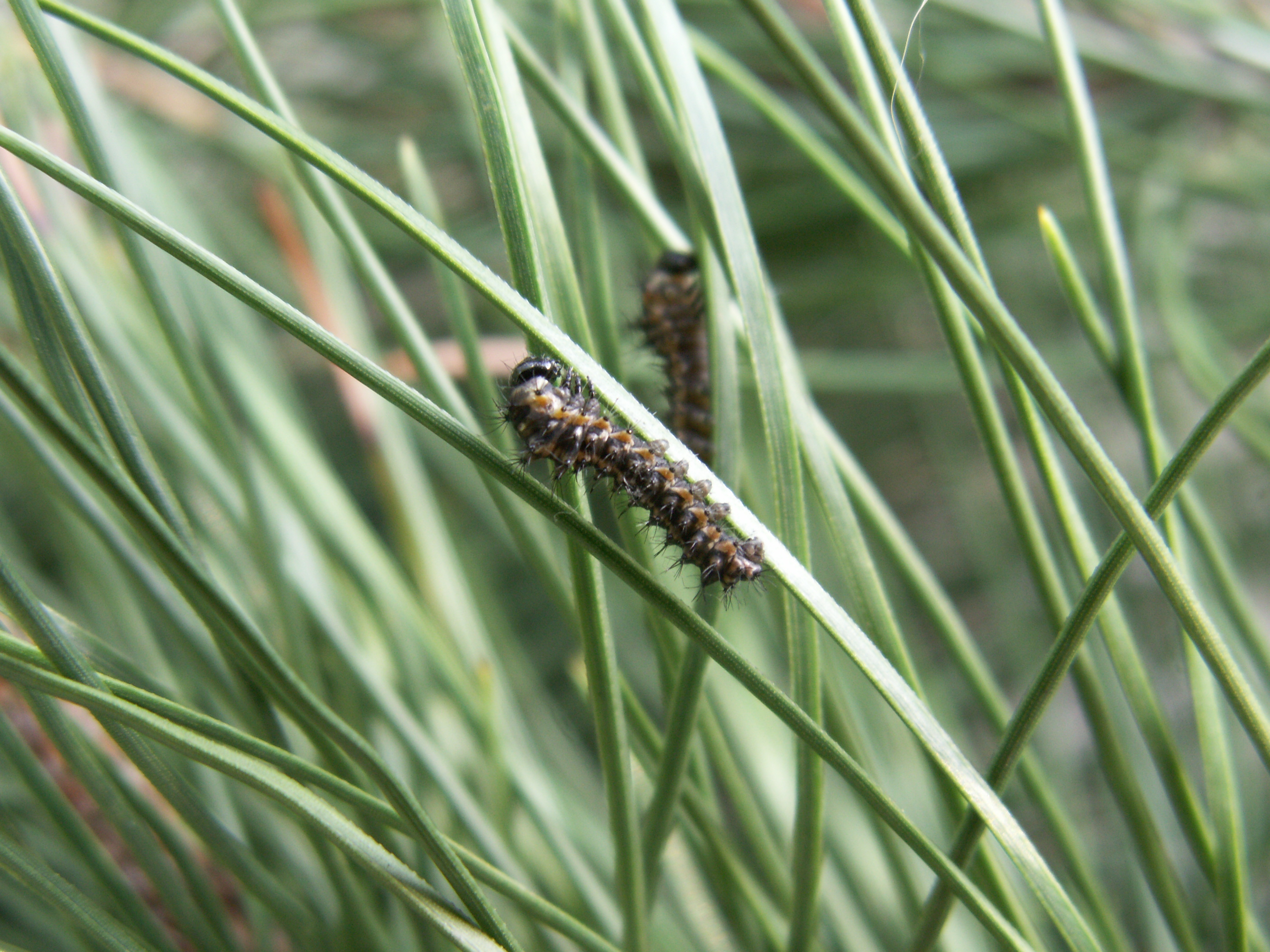
سن اول
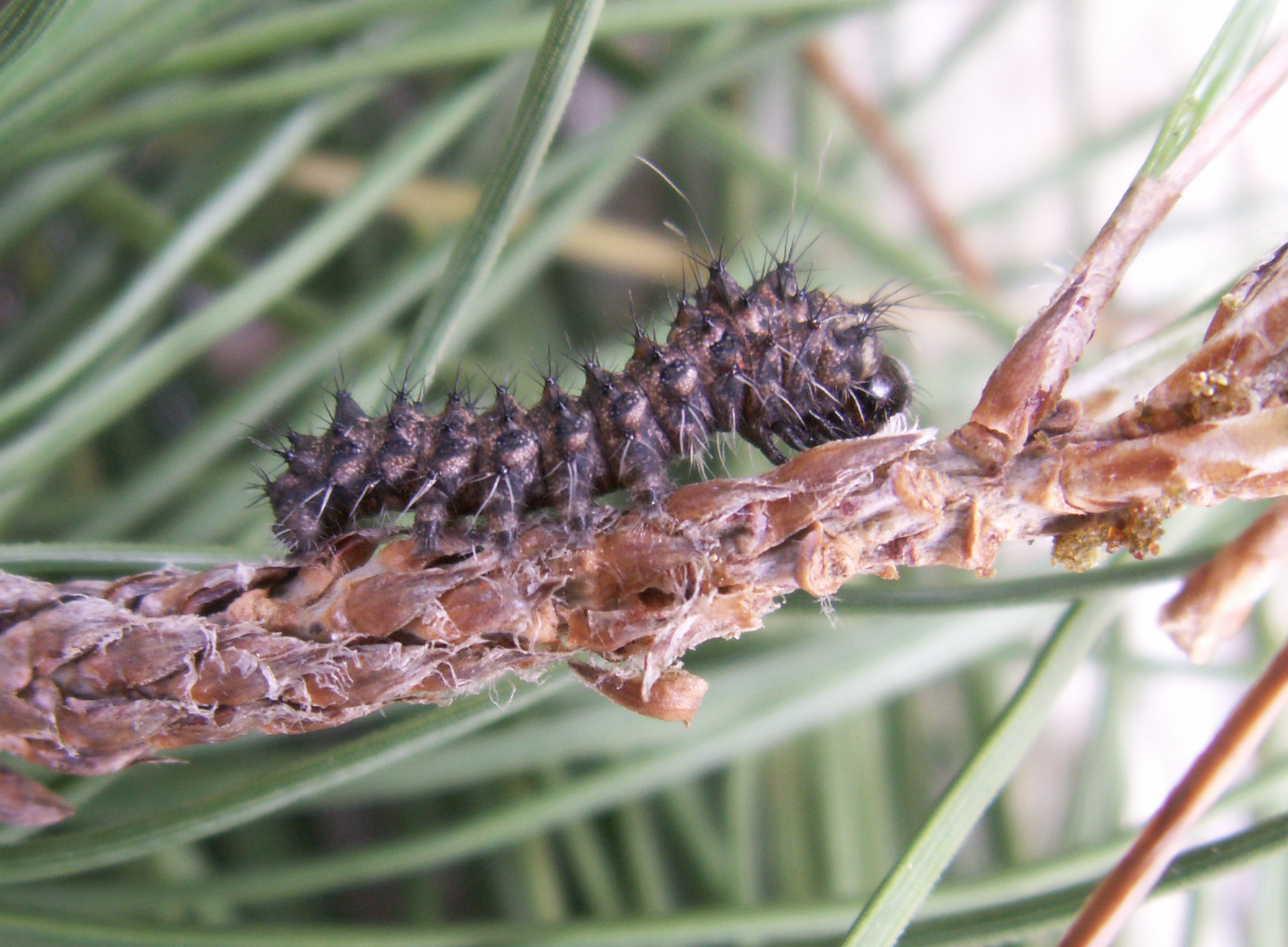
سن دوم
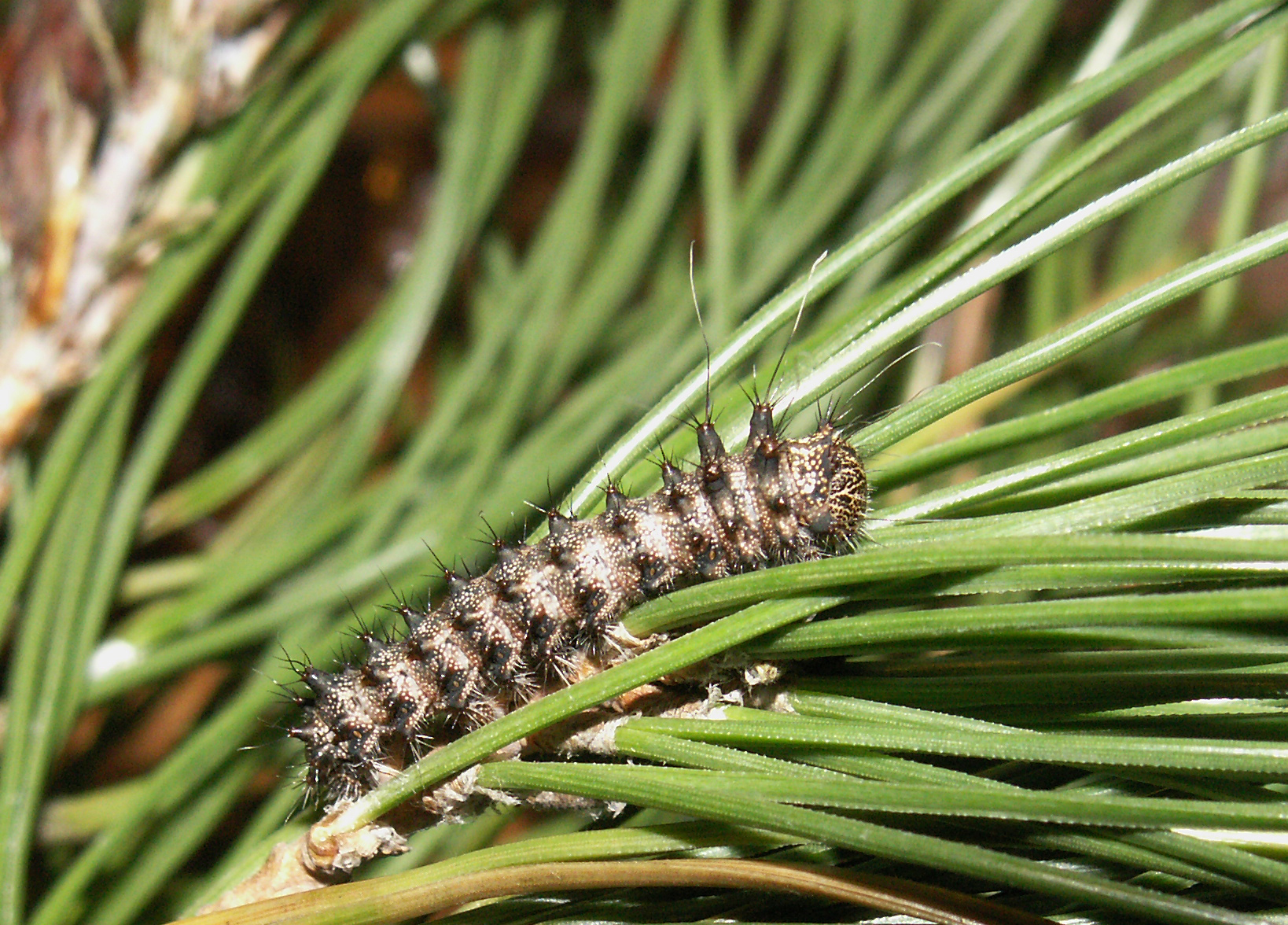
سن سوم
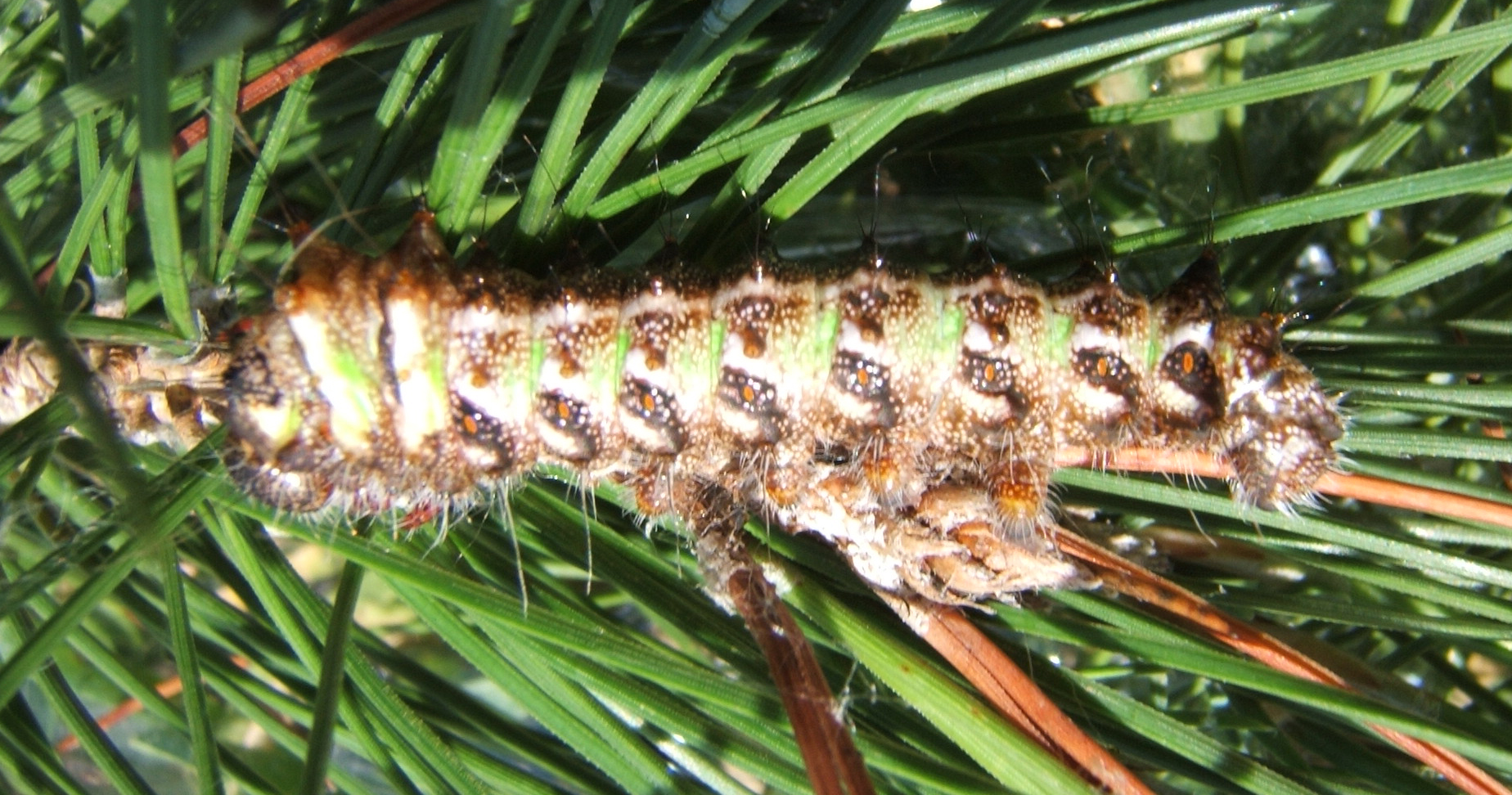
سن چهارم
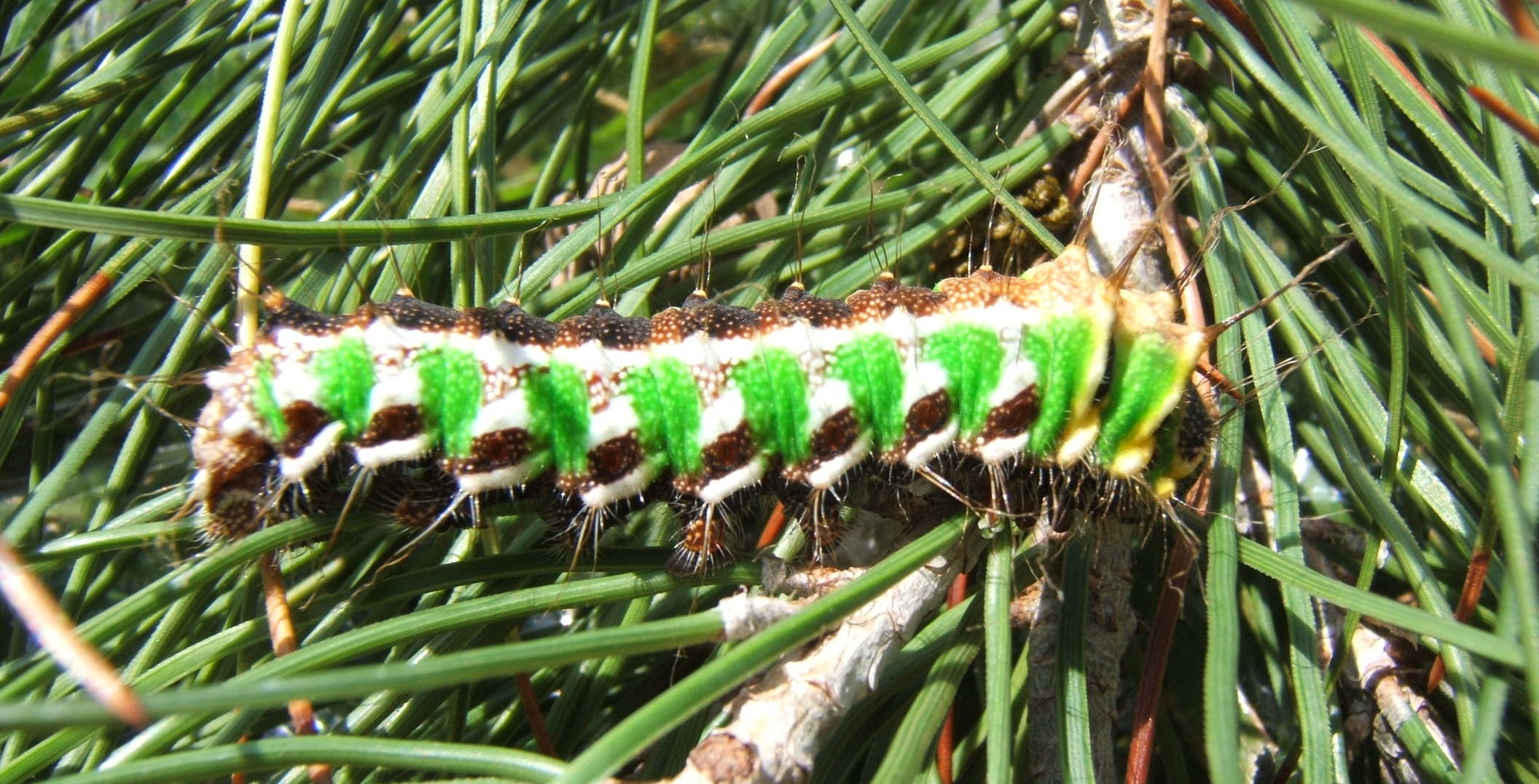
سن پنجم

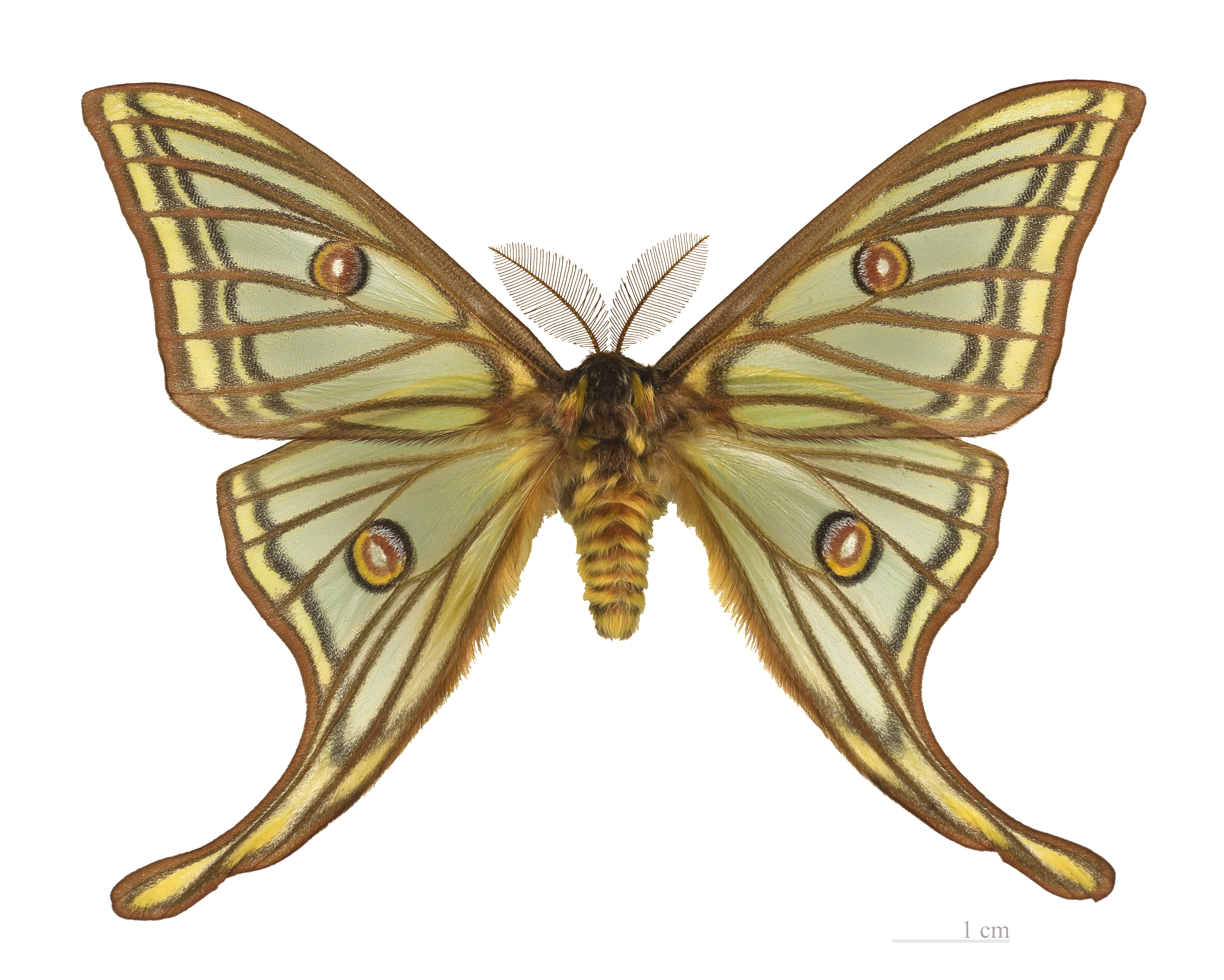
نر - طرف پشتی
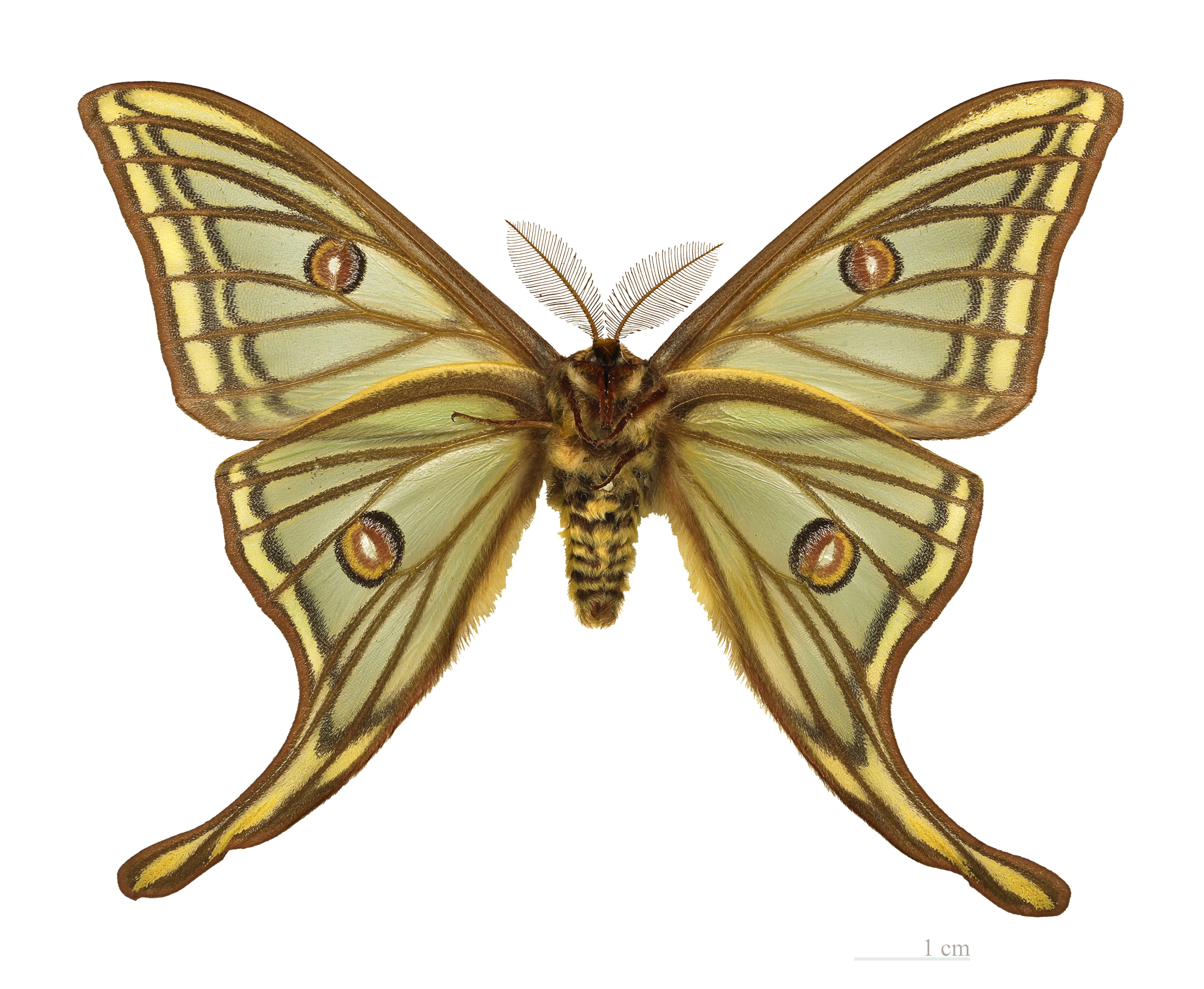
نر - طرف شکمی
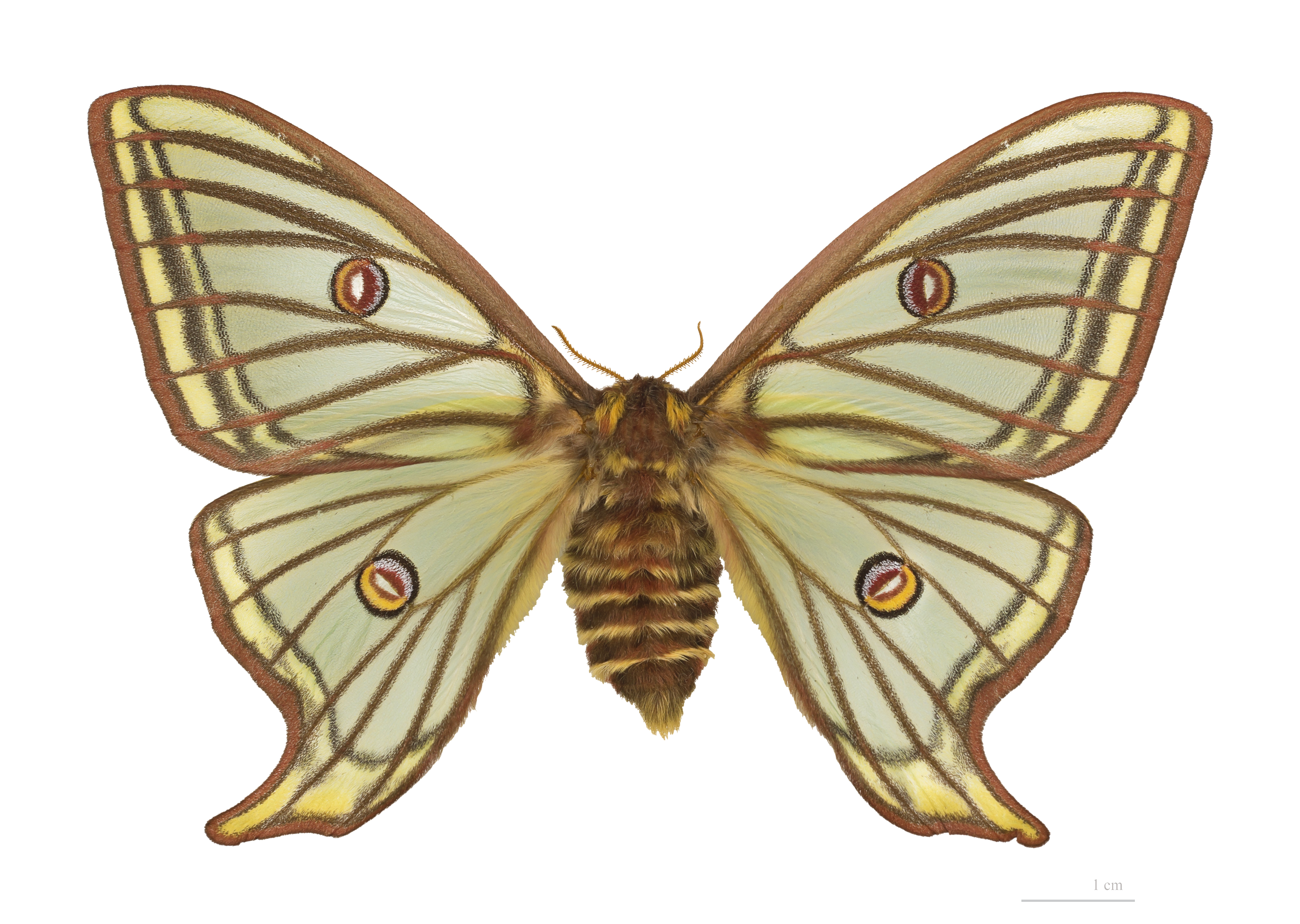
ماده - طرف پشتی
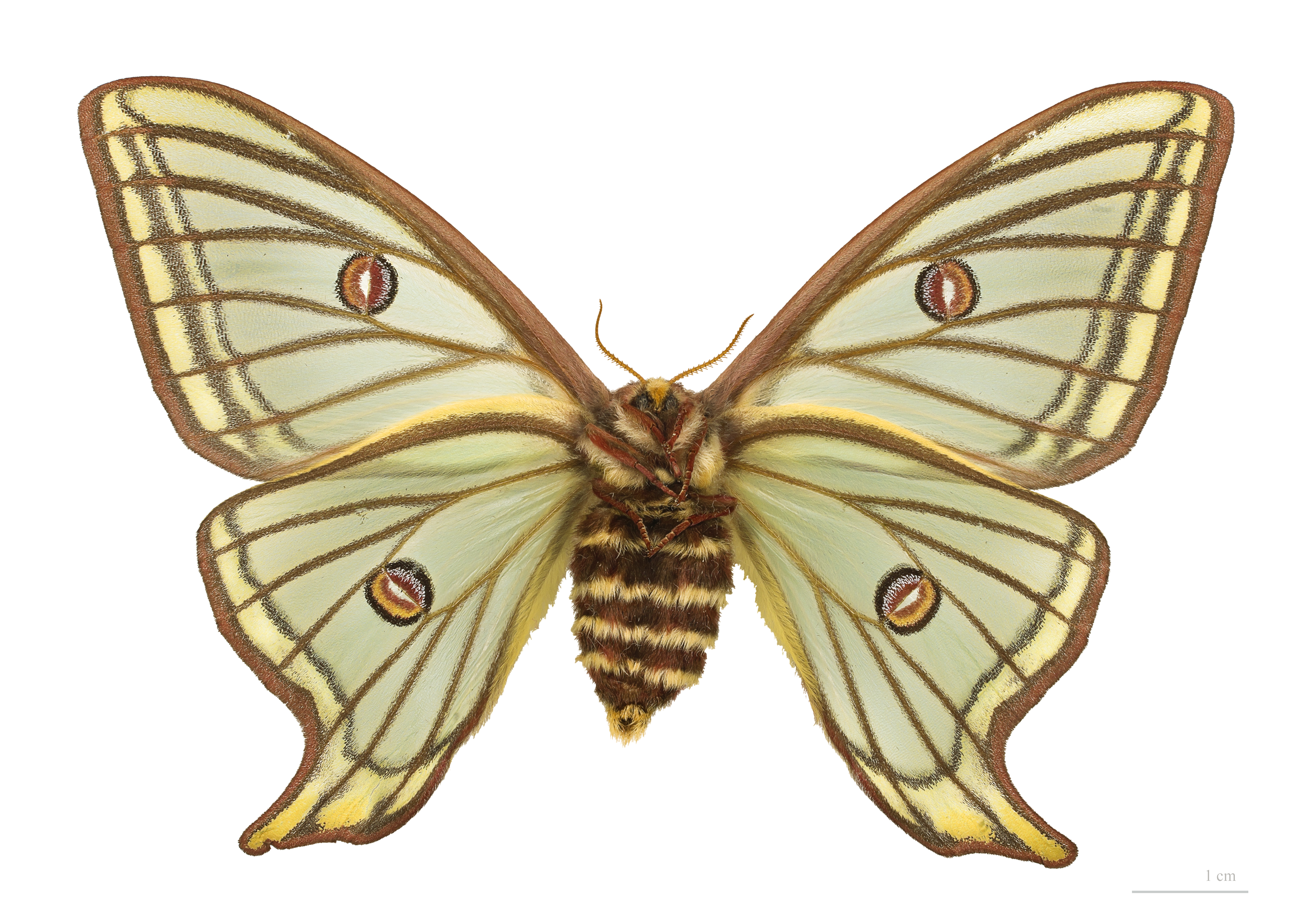
ماده - طرف شکمی